# Eurycoccus esakii
Eurycoccus esakii är en insektsart som först beskrevs av Hiroshi Kanda 1959.  Eurycoccus esakii ingår i släktet Eurycoccus och familjen ullsköldlöss. Inga underarter finns listade i Catalogue of Life.